# Maremma (hästras)
Maremma är en hästras som kommer från området Maremma i Toscana, Italien, vilket även har gett rasen dess namn. Troligtvis härstammar rasen från den Napolitanska hästen som existerade under renässansen mellan 1400-talet och 1800-talet. Maremman kallas ibland även maremmana eller toskansk häst. Ibland förekommer även namnet maremmano, speciellt i Italien. Hästarna räknas som allt annat än vackra och är inte speciellt snabba men de har ett utmärkt temperament som gör dem till bra allroundhästar. De används främst av beridna boskapsskötare eller herdar i Maremma som kallas för Butteros.

## Historia
Maremman har troligtvis sitt ursprung i renässansens Napolitanska hästar, som hade sitt ursprung i importerade spanska hästar, berberhästar och arabiska fullblod, men detta är dock inte helt bevisat. De hästar som låg i grunden till Maremman korsades någon gång under 1800-talet med importerade hästar från England, bland annat Norfolktravare och olika sorters halvblodshästar. En del stuterier i Maremma använde sig även av halvvilda hästar som fanns i området som förädlades med hjälp av de engelska importerna. 
Maremman fastställdes som typ på ett stuteri i Grosseto där den främst föddes upp som tyngre ridhäst eller som lätt körhäst. Men ganska snart blev rasen de lokala boskapsskötarnas favorit och användes då främst som boskapshäst. 
Idag föds Maremman upp i området Maremma i Toscana, Podalen, Sardinien och på Sicilien och används fortfarande som boskapshäst till fårherdarna i Maremma som kallas för butteros. Då Maremman inte fick en egen stambok förrän 1980, har aveln varit allt annat än selektiv och en hel del utavel har skett med en rad andra hästraser. Trots detta har Maremman en ganska fixerad typ. Tillförsel av engelska fullblod i aveln har förädlat hästarna något. En ponnytyp har även utvecklats ur Maremman som kallas Monterufoliponny. Maremman har även korsats med Freibergerhästar i Pesaroprovinsen som gett upphov till Catriahästen. 

## Egenskaper
Maremman är en rustik, stabil, härdig och mångsidig häst med trevligt lynne och de används i lättare jordbruksarbete, som vagnhäst och främst som boskapshäst. Maremman som är modig och lugn har även använts som remonthästar inom armén och som polishästar.
Mankhöjden håller sig omkring 152-160 cm och alla färger förekommer även om mörkare färger som brun, svart eller fux är vanligast. Tillförseln av fullblodshästar har gjort att hästen blivit större och med bättre exteriör men dock har hästarna förlorat en del av den uthållighet och härdighet som den var känd för. Även huvudet har blivit betydligt ädlare men är fortfarande ganska grovt och långt med en romersk, dvs lätt utåtbuktande nosprofil. Halsen är medellång men ganska smal och har en liten försänkning strax i basen innan manken, som kallas björnmanke. Halsen är oftast en så kallad hjorthals, vilket gör att den är rak med starkare undersida och inte böjd med kraftigare överlinje, vilket är något man annars eftersträvar inom hästavel i Europa. Ryggen är kort och rak men otroligt stark vilket gjort att Maremman även blivit populär som turistridningshäst. Benen har väl utvecklade leder och starka, tåliga hovar. 